# Nezamyslice, Prostějov
Nezamyslice là một chợ huyện thuộc huyện Prostějov, vùng Olomoucký, Cộng hòa Séc.